# Собор Святого Петра (Оснабрюк)
Собор Святого Петра — католический собор в городе Оснабрюк (земля Нижняя Саксония, Федеративная республика Германия), кафедра епископа Оснабрюка, памятник романской архитектуры, главная достопримечательность города.
Первый собор Святого Петра был заложен на этом месте в 785 году, через 15 лет после основания Карлом Великим епархии в Оснабрюке. Столетие спустя ранняя церковь была разрушена норманнами; она восстанавливалась, страдала от пожаров и вновь восстанавливалась. Современный трёхнефный собор восходит к XII веку, самые старые его части — восьмиугольная башня над средокрестием и романский северный фасад. В XIV веке западный фасад собора украсился большим окном-розой. До начала XVI века романские башни у западного фасада собора были одинаковыми; к 1544 году южная башня была заменена на более крупную, готическую, с высокой остроконечной крышей (в 1770 году заменённой на барочный купол).
Собор неоднократно достраивался и перестраивался. В 1882—1910 годах он был отреставрирован и реконструирован. Крыша и башни собора пострадали от зажигательных бомб второй мировой войны — барочные купола башен так и не были восстановлены. Навершие южной башни в виде колеса, упавшее вниз 13 сентября 1944 года, ныне установлено перед собором.
В интерьере собора сохранилась купель и триумфальный крест XIII века. Кафедра 1752 года из красного искусственного мрамора — одно из немногих сохранившихся произведений стиля рококо. В соборе Святого Петра два органа: большой 2003 года над главным входом и малый 1898 года — в северном трансепте.